# Lufthansa Flight 181
Lufthansa Flight 181  var ett flygplan av typen Boeing 737-230 Adv med namnet Landshut som kapades den 13 oktober 1977 av fyra medlemmar av terroristorganisationen Folkfronten för Palestinas befrielse (som kallade sig Commando Martyr Halimeh). Den 18 oktober stormades flygplanet av den västtyska terrorismbekämpningsgruppen GSG 9 i Mogadishu, Somalia. Samtliga 86 passagerare räddades. Räddningsinsatsen hade kodnamnet Feuerzauber (tyska för "Eldmagi"). Kapningen genomfördes till stöd för Röda armé-fraktionen och ses som en del av Deutscher Herbst. 

## Historia

Landshuts färdväg.

Flygplanet av typen Boeing 737-230 Adv ägdes och kördes i chartertrafik av tyska Lufthansa. Flygplanet har fått sin namn efter staden Landshut i Bayern och blev känt över hela världen i oktober 1977, då fyra medlemmar av PFLP kapade planet ovanför Marseille på rutten Palma de Mallorca – Frankfurt. Kaparna, som tillhörde gruppen "Commando Martyr Halimeh", leddes av palestiniern Zohair Youssif Akache (1954–1977), som kallade sig själv "Captain Martyr Mahmud". De andra tre kaparna var palestiniern Suhaila Sayeh (född 1953), kallad Soraya Ansari, samt libaneserna Wabil Harb (död 1977), kallad Riza Abbasi, och Hind Alameh (1955–1977), kallad Shanaz Gholoun.
Vid en mellanlandning i Rom, där planet tankades, tillkännagavs kaparnas krav. De krävde omedelbar frigivning av elva fängslade medlemmar av Röda armé-fraktionen, bland andra Andreas Baader, Gudrun Ensslin och Jan-Carl Raspe, samt frigivning av två i Turkiet internerade PFLP-medlemmar. Därtill begärde man 15 miljoner dollar. Planet landade slutligen i Somalias huvudstad Mogadishu, där det västtyska insatskommandot Grenzschutzgruppe 9 stormade planet och fritog gisslan. Tre av de fyra kaparna dödades under fritagningen. Suhaila Sayeh dömdes till 20 års fängelse av en somalisk specialdomstol, men släpptes efter knappt två år.

## Museum
I september 2017 återfördes planet till Tyskland med syftet att ställas ut på museum.